# Ermita y Vía Crucis del Calvario (Jaén)
La ermita y Vía Crucis del Calvario es un templo católico en la ruta del vía crucis en la ciudad española de Jaén.

## Historia y descripción
La ermita del Calvario se encuentra en la avenida de las Cruces del municipio español de Jaén, al este del casco urbano sobre una colina próxima al cementerio de san Eufrasio y al norte del polideportivo La Salobreja.
El templo, que está en posesión de la Tercera Orden de San Francisco, es de estilo barroco del primer tercio siglo XVIII. Hasta el mismo siglo XX la ermita era el templo donde finalizaba el vía crucis durante la Semana Santa jienense, si bien en el siglo XXI se ha recuperado para algún acto religioso. Presenta planta rectangular, con dos espacios diferenciados: nave y presbiterio. La primera se cubre con una bóveda de cañón, mientras que el presbiterio lo hace con bóveda de media naranja. Los dos ámbitos están separados por un gran arco de medio punto, cerrado con una interesante reja ornamentada a base de cariátides.
El presbiterio posee planta de cruz griega, y presenta tres amplias capillas. En el centro del mismo, y bajo la cúpula, se encuentran tres grandes cruces de piedra, que simbolizan la representación del Calvario: la central representa a Jesús en la cruz; las otras dos, más pequeñas, son de factura lisa.
Al exterior, el templo presenta dos volúmenes diferenciados en altura y forma. El correspondiente a la nave del templo se cubre a tres aguas, mientras el del presbiterio lo hace a cuatro vertientes. La fachada principal, situada a los pies de la ermita, está rematada por un gran vano de medio punto, coronado por una espadaña.

## Estatus patrimonial
La ermita y Vía Crucis del Calvario es un bien inmueble inscrito con carácter genérico en el Catálogo General del Patrimonio Histórico Andaluz, por Resolución de 7 de marzo de 1997 de la consejería de Cultura de la Junta de Andalucía y goza del nivel de protección establecido para dichos bienes en la Ley 14/2007, de 26 de noviembre, del Patrimonio Histórico de Andalucía.
En 2002 se había solicitado y se encontraba en trámite la declaración de Bien de Interés Cultural para la ermita y Vía Crucis del Calvario.